# Joaquín Amaro (Chiapas)
Tamaulipas, también llamada Joaquín Amaro, es una estación del antiguo ferrocarril de pasajeros (pollero cuya ruta era de Tapachula, Chiapas a Ixtepec, Oaxaca y el Centro que tenía una ruta de Tapachula, Chiapas al Puerto de Veracruz) de cerca de 3000 mil habitantes ubicada en la costa de Chiapas, que pertenece al municipio de Pijijiapan. Forma parte del Ejido Tamaulipas.
Su nombre viene de la estación de ferrocarril que dejó de funcionar tras la destrucción de puentes por el huracán Mitch en otoño del 1998.
Buena parte de sus pobladores se dedican a la pesca, el comercio derivado de la pesca y a la ganadería. Además mantienen unas "pampas", donde crecen camarón y pescado de manera natural.
El pueblo está situado al pie de un cerro que se parece a un lagarto por donde precisamente pasa la carretera para acceder a la comunidad y presenta una vista majestuosa de los manglares.
En los extensos manglares entre Joaquín Amaro y el mar se pueden observar gran número de especies aquáticas cómo el pez cuatrojos, el peje lagarto, cocodrilos, pelícanos, cucharudo, ibis, diferentes especies de garzas y gaviotas.